# Trecutul se repetă
„Trecutul se repetă” (titlu original: „Time and Again”) este al patrulea episod al serialului de televiziune science fiction Star Trek: Voyager. Episodul a fost difuzat pentru prima dată la 30 ianuarie 1995 pe rețeaua de televiziune UPN.
Nava spațială Voyager comandată de căpitanul Janeway detectează o undă de șoc provenită de la un sistem solar din apropiere și merge să investigheze. La sosirea ei teleportează o echipă de cercetare la suprafața unei planete de unde provine unda de șoc.

## Rezumat
Senzorii Voyager au detectat o deflagrație „polarică” de pe o planetă din apropiere. La sosire, descoperă că populația planetei a fost complet distrusă. O echipă de cercetare, inclusiv căpitanul Kathryn Janeway și locotenentul Tom Paris, este teleportată la suprafață și estimează pe baza ruinelor că explozia a avut loc doar cu o zi mai devreme. Semne ale unor anomalii temporale au fost lăsate în urma sa. Janeway și Paris sunt prinși într-o astfel de anomalie, regăsindu-se pe planetă cu o zi înainte de explozie. Integrându-se rapid printre locuitori, ei descoperă că civilizația planetei este alimentată de o formă volatilă de energie cunoscută sub numele de energie „polarică”, o opțiune care a fost întâmpinată cu proteste. Janeway și Paris sunt prinși de un grup de sabotori care amenință să compromită una dintre centralele de energie „polarică”. Echipamentul ciudat al Flotei Stelare purtat de Janeway și Paris îi determină pe sabotori să creadă că sunt spioni sub acoperire ai guvernului, așa că le confiscă echipamentul, le prezintă planul de sabotaj și îi obligă pe Janeway și Paris să-i însoțească la centrala electrică.
Între timp, la o zi în viitor, abilitatea psihică abia apărută la Kes îi permite să identifice faptul că Janeway și Paris au căzut înapoi în trecut. Restul ofițerilor superiori de pe Voyager dezvoltă o metodă pentru a crea o ruptură de scurtă durată spre trecut prin care speră să-i evacueze pe Janeway și Paris.
Sabotorii îi folosesc pe Janeway și Paris ca o diversiune pentru a le permite accesul în centrala electrică, în timpul căreia Paris este împușcat și rănit. În timp ce sabotorii își pun planul în acțiune, echipajul Voyager inițiază ruptura în timp. Janeway își dă seama acum că ruptura este cea care, dacă nu este închisă, va declanșa detonarea care va ucide toată viața de pe planetă. Sabotorii îi permit acesteia să-și folosească fazerul pentru a forța ruptura să se închidă, schimbând astfel viitorul.
Evenimentele revin apoi așa cum erau la începutul episodului înainte de unda de șoc: Voyager detectează planeta din apropiere, aglomerată de o civilizație pre-warp care folosește energia polară. Kes apare pe punte, îngrijorată de un sentiment de déjà vu, dar este ușurată să afle că civilizația planetei este vie și sănătoasă. În conformitate cu prima directivă, Voyager se abține să comunice cu aceasta și își continuă drumul spre casă.

## Recepție
Recenzorii Lance Parkin și Mark Jones au remarcat cu dezamăgire asemănarea dintre acest episod și cel precedent, „Parallax”, care se bazează și el pe o tehnobabble (gângurire tehnologică) și implică o situație similară: o anomalie temporală în care echipajul este prins în capcană și pentru care ei înșiși sunt responsabil fără să vrea.
Website-ul Den of Geek a remarcat  „Time and Again” pentru intriga sa privind călătoria în timp și l-a descris astfel: „..este făcut să fie la număr, dar foarte folositor..." 
În 2017, Netflix a anunțat că „Time and Again” se numără printre primele zece episoade cele mai vizionate ale francizei Star Trek, dacă nu se ține seama de primel două episoade din fiecare serial. 
Den of Geek a sugerat și episodul  „Time and Again” pentru un ghid de vizionare excesivă, axat pe episoadele Star Trek: Voyager cu călătorii în timp.
În 2019, Higgy Pop a notat acest episod ca fiind una dintre poveștile cu călătorii în timp ale francizei Star Trek.

## Vezi și
- Episoade din Star Trek cu călătorii în timp